# Lijst van voetbalinterlands Bulgarije - Tsjecho-Slowakije (vrouwen)
Deze lijst van voetbalinterlands is een overzicht van alle officiële voetbalinterlands tussen de nationale vrouwenteams van Bulgarije en Tsjecho-Slowakije. De landen hebben tot nu toe vier keer tegen elkaar gespeeld.

## Wedstrijden
| № | Plaats    | Datum           | Competitie           | Wedstrijd                     | Uitslag |
| - | --------- | --------------- | -------------------- | ----------------------------- | ------- |
| 1 | Doepnitsa | 24 april 1988   | EK 1989 kwalificatie | Bulgarije − Tsjecho-Slowakije | 0 − 1   |
| 2 | onbekend  | 23 oktober 1988 | EK 1989 kwalificatie | Tsjecho-Slowakije − Bulgarije | 3 − 0   |
| 3 | Skuteč    | 14 oktober 1989 | EK 1991 kwalificatie | Tsjecho-Slowakije − Bulgarije | 2 − 0   |
| 4 | Sofia     | 14 oktober 1990 | EK 1991 kwalificatie | Bulgarije − Tsjecho-Slowakije | 2 − 3   |

## Samenvatting
| Competitie      | Totaal gespeeld | Winst Bulgarije | Gelijk | Winst Tsjecho-Slowakije | Doelsaldo Bulgarije – Tsjecho-Slowakije |
| --------------- | --------------- | --------------- | ------ | ----------------------- | --------------------------------------- |
| EK-kwalificatie | 4               | 0               | 0      | 4                       | 2 − 9                                   |
| Totaal          | 4               | 0               | 0      | 4                       | 2 − 9                                   |